# FK Babrungas
FK Babrungas ist ein litauischer Fußballverein aus Plungė.
Der junge Verein spielt derzeit in der 1 Lyga, der zweithöchsten litauischen Liga.

## Geschichte
Der Verein wurde 1935 unter dem Namen FK Babrungas gegründet.

## Platzierungen (seit 2016)
| Saisons | Div. | Līga                 | Platz | Einzelnachweise | Notering                            |
| ------- | ---- | -------------------- | ----- | --------------- | ----------------------------------- |
| 2016    | 3.   | Antra lyga (Vakarai) | 4.    | [ 2 ]           |                                     |
| 2017    | 3.   | Antra lyga (Vakarai) | 9.    | [ 3 ]           |                                     |
| 2018    | 3.   | Antra lyga (Vakarai) | 2.    | [ 4 ] [ 5 ]     |                                     |
| 2019    | 3.   | Antra lyga (Vakarai) | 5.    | [ 6 ]           |                                     |
|         |      |                      |       |                 |                                     |
| 2020    | 3.   | Antra lyga (Vakarai) | 6.    | [ 7 ]           | ▲ Aufsteiger in die Pirma lyga 2021 |
| 2021    | 2.   | Pirma lyga           | 8.    | [ 8 ] [ 9 ]     |                                     |
| 2022    | 2.   | Pirma lyga           | 6.    | [ 10 ]          |                                     |
| 2023    | 2.   | Pirma lyga           | 5.    | [ 11 ]          |                                     |
| 2024    | 2.   | Pirma lyga           | 3.    | [ 12 ]          |                                     |

## Farben
| 1956 | 2010 | bis 2016 |

## Trainer
- A. Jadziauskas, 1956
- Algis Petkus, (20??–Heute)